# Chi Tiết diệp
Chi Tiết diệp (danh pháp: Anarthrophyllum) là một chi thực vật có hoa thuộc họ Fabaceae. Nó thuộc phân họ Faboideae.

## Danh sách loài
- Anarthrophyllum andicolum (Hook. & Arn.) F. Phil.
- Anarthrophyllum burkartii Soraru
- Anarthrophyllum capitatum Soraru
- Anarthrophyllum catamarcense Soraru
- Anarthrophyllum cumingii (Hook. & Arn.) F. Phil.
- Anarthrophyllum desideratum (DC.) Benth.
- Anarthrophyllum elegans (Hook. & Arn.) F. Phil.
- Anarthrophyllum gayanum (A. Gray) B.D. Jacks.
- Anarthrophyllum macrophyllum Soraru
- Anarthrophyllum ornithopodum Sandwith
- Anarthrophyllum patagonicum Speg.
- Anarthrophyllum pedicellatum Soraru
- Anarthrophyllum rigidum (Hook. & Arn.) Hieron.
- Anarthrophyllum strigulipetalum Soraru
- Anarthrophyllum subandinum Speg.

## Hình ảnh

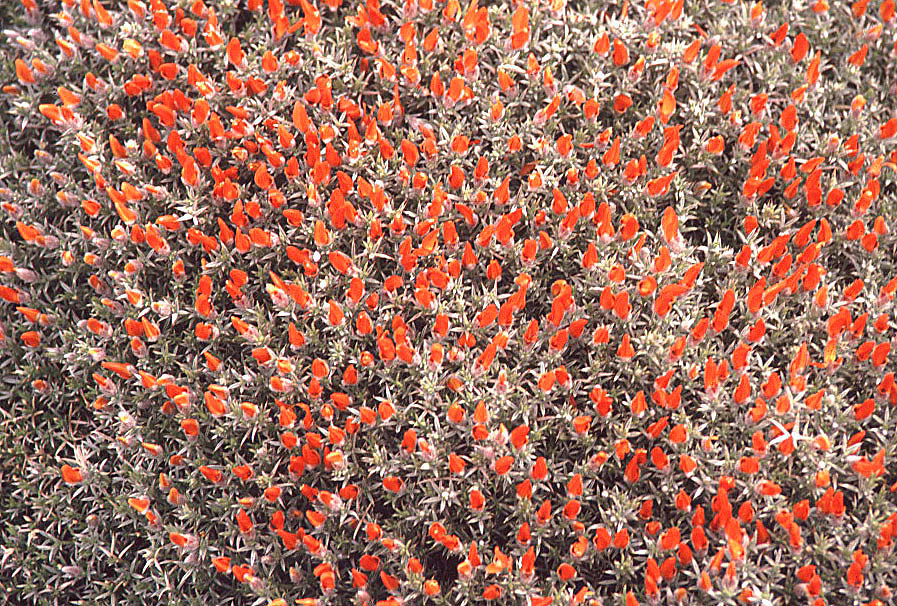